# Énicure tacheté
Enicurus maculatus
Espèce
Statut de conservation UICN

 LC  : Préoccupation mineure
L'Énicure tacheté (Enicurus maculatus) est une espèce d'oiseaux de la famille des Muscicapidae.

## Systématique
L'espèce Enicurus maculatus a été décrite pour la première fois en 1831 par l'ornithologue irlandais Nicholas Aylward Vigors (1785-1840).

## Description

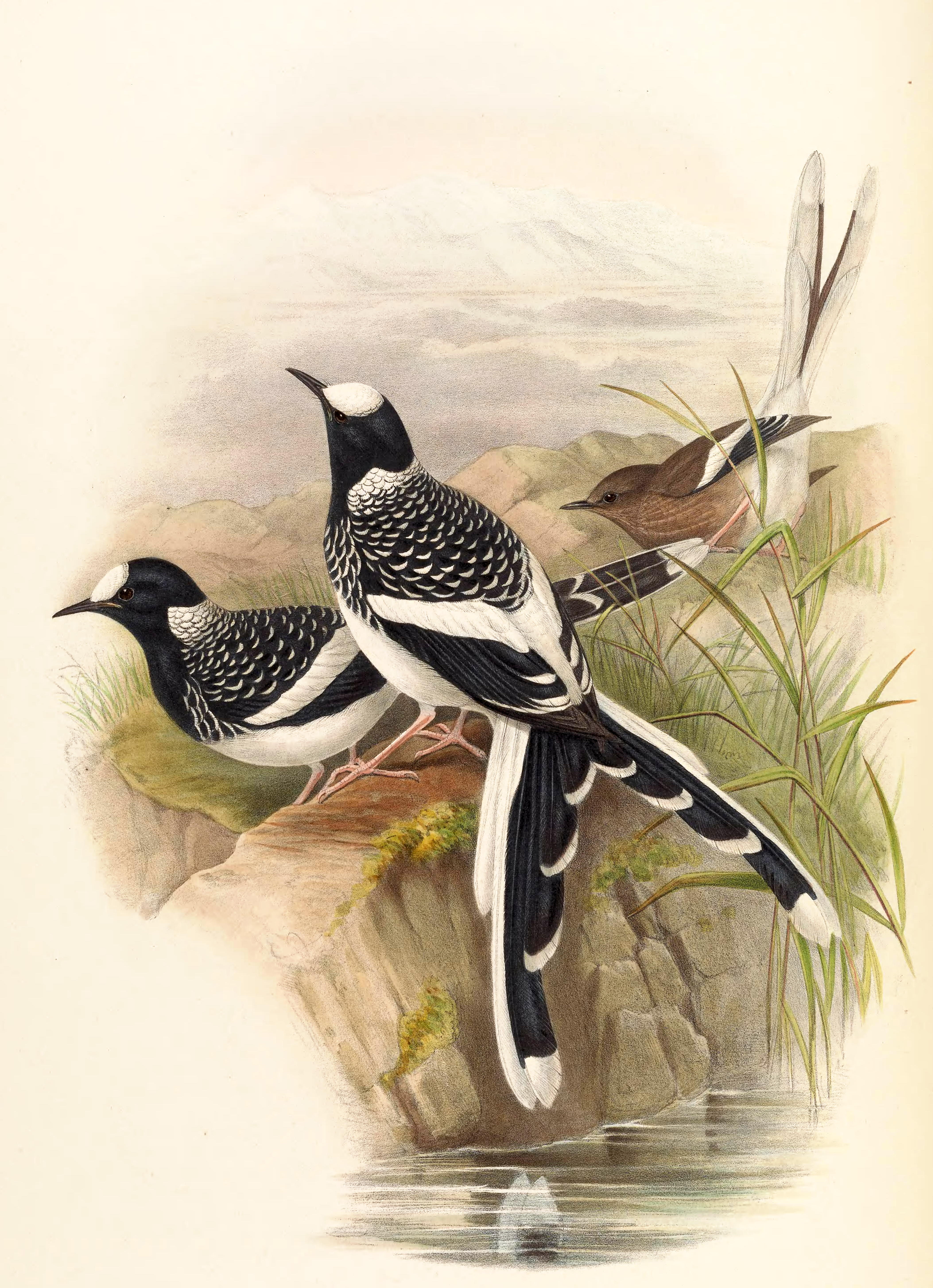
Deux adultes à l'élégant plumage noir et blanc et à l'arrière plan, un jeune en livrée brune (illustration de Gould et Richter).

Les adultes ont un plumage noir et blanc très contrasté avec, sur le dos, des marques en lunules ou en gouttelettes. La queue, étrange, s'ouvre en ciseaux.
Les jeunes ont une livrée brune.

## Répartition
Son aire s'étend à travers l'Himalaya, le Yunnan et le Sud-Est de la Chine.

## Liste des sous-espèces
Selon la classification de référence du Congrès ornithologique international (version 12.1, 2022) :
- sous-espèce Enicurus maculatus maculatus Vigors, 1831
- sous-espèce Enicurus maculatus guttatus Gould, 1866
- sous-espèce Enicurus maculatus bacatus Bangs & Phillips, JC, 1914
- sous-espèce Enicurus maculatus robinsoni Baker, ECS, 1922